# اوبر آربس
اوبر آربس (فرانسوی: Hubert Arbès‎؛ زادهٔ ۹ ژانویهٔ ۱۹۵۰) دوچرخه‌سوار اهل فرانسه است.